# دوغ سربیشه
دوغ سربیشه یک روستا در ایران است که در بخش مرکزی شهرستان سربیشه واقع شده‌است. دوغ سربیشه ۵۶ نفر جمعیت دارد.